# Edmond (évêque)
Pour les articles homonymes, voir Edmond.
Edmond ou Eadmund est évêque de Durham de 1020 ou 1021 à sa mort, vers 1040.
D'après Siméon de Durham, il aurait été nommé évêque sur l'insistance d'une voix sortant du tombeau de saint Cuthbert, nomination confirmée par le roi Knut le Grand.
Edmond trouve la mort lors d'une visite à la cour du roi, à Gloucester, vers 1040.